# David Prior (réalisateur)
Pour les articles homonymes, voir David Prior.
David Prior (né le 6 janvier 1969 à Cambridge (Massachusetts)) est un réalisateur, scénariste, producteur et monteur de cinéma américain.

## Biographie
Il produit et réalise plusieurs films documentaires de making-of de films, comme Shooting 'Panic Room' (2004), Fear of the Flesh: The Making of 'The Fly' (2005), Domestic Violence: Shooting Mr. & Mrs. Smith (2006), ou This Is the Zodiac Speaking (2008).
En 2008 sort son premier film de fiction, AM1200. Il réalise ensuite pour Disney le film d'horreur The Empty Man.
Il coproduit et coréalise une série documentaire sur le cinéma créée par David Fincher, Voir, diffusée à partir de 2021 sur Netflix.
En 2022, il réalise l'un des films de l'anthologie fantastique Le Cabinet de curiosités de Guillermo del Toro avec F. Murray Abraham.

## Filmographie

### Cinéma
- 2008 : AM1200
- 2020 : The Empty Man

### Télévision
- 2021 : Voir (série télévisée documentaire)
- 2022 : Le Cabinet de curiosités de Guillermo del Toro (épisode 3 : L'Autopsie, d'après une nouvelle de Michael Shea)